# Heinrich Bergner
Heinrich Bergner (* 13. Juli 1865 in Gumperda; † 29. Dezember 1918 in Heilingen) war ein evangelischer Pfarrer und deutscher Kunsthistoriker.

## Werdegang und Werk
Bergner studierte Theologie in Jena, Tübingen und Berlin. 1890 wurde er in Jena promoviert. Bergner war seit 1891 Pfarrer in Pfarrkeßlar bei Drößnitz, seit 1901 in Nischwitz und seit 1914 in Heilingen in Sachsen-Altenburg.
Er erwarb sich vor allem um die Bearbeitung der von der Historischen Kommission für die Provinz Sachsen und Anhalt herausgegebenen Beschreibenden Darstellung der älteren Bau- und Kunstdenkmäler verschiedener Kreise der früheren preußischen Provinz Sachsen bleibende Verdienste. In dieser Reihe veröffentlichte Bergner nach heutigem Wissensstand (2017) folgende sieben Hefte:
- Kreis Ziegenrück und Schleusingen (1901),
- Stadt Naumburg (1903),
- Kreis Querfurt (1909),
- Kreis Liebenwerda (1910),
- Kreis Wolmirstedt (1911),
- Kreis Wanzleben (1912) und
- Kreis Grafschaft Wernigerode (1913).

## Kritik
Günther Deneke schätzte 1925 kritisch ein: Zweifellos hatte die Historische Commission in der Person gerade dieses Mitarbeiters einen ganz besonders argen Mißgriff getan. Er war die einfache und selbstverständliche Folge davon, daß solche Arbeiten erstens an Dilettanten, zweitens an Ortsfremde überwiesen werden.

## Veröffentlichungen (Auswahl)
- Der gute Hirt in der altchristlichen Kunst, Berlin 1890 (= Dissertation Jena).
- Zur Glockenkunde Thüringens, 1896.
- Geschichte der Stadt Kahla, 1. Band: Urkunden, 1899.
- Handbuch der kirchlichen Kunstaltertümer in Deutschland, 1905.
- Handbuch der Bürgerlichen Kunstaltertümer in Deutschland, Leipzig 1906.[2]
- Geschichte Kahlas, Hefte 1 + 2, Kahla 1917.[3][4]
- Grundriss der Kunstgeschichte, Leipzig 1919.
- Archäologischer Katechismus. Kurzer Unterricht in der kirchlichen Kunstarchäologie des deutschen Mittelalters, 1898.*Naumburg und Merseburg, Leipzig 1926.

- Handbuch der bürgerlichen Kunstaltertümer in Deutschland, 2 Bände, E.A.Seemann Leipzig 1906, überarb. Nachdruck Unikum 2013.